# Juan Pérez (beisbolista)
Juan Pérez Nuñez nacido el 3de septiembre de 1978 ( república dominicana ) 

## Carrera

### Boston Red Sox
Pérez fue firmado por los Medias Rojas de Boston como amateur en 1998. Fue nombrado "Lanzador de Ligas Menores del Año" de Boston en 1999, mientras jugaba con el equipo de los Medias Rojas en la Dominican Summer League. Fue seleccionado para el Juego de Futuras Estrellas en 2004, mientras lanzaba para los Portland Sea Dogs.

### New York Mets
Los Mets de Nueva York le compraron su contrato a los Pawtucket Red Sox en noviembre de 2005, y lo enviaron a los Norfolk Tides en marzo de 2006.

### Pittsburgh Pirates
Los Piratas de Pittsburgh lo seleccionó en waivers en agosto de 2006 e hizo su debut en Grandes Ligas el 7 de septiembre de 2006 para los Piratas contra los Cachorros de Chicago. Apareció en siete partidos para los Piratas en 2006 y 17 partidos en 2007. Terminó con récord de 0-1 con una efectividad de 8.10 en sus dos temporadas con los Piratas.

### Atlanta Braves
Pérez se convirtió en agente libre al final de la temporada 2008 y firmó un contrato de ligas menores con una invitación a los entrenamientos de primavera con los Bravos de Atlanta en enero de 2009. Pasó la temporada en AAA con los Gwinnett Braves, apareciendo en 47 partidos.

### Los Angeles Dodgers
Firmó un contrato de ligas menores con los Dodgers de Los Ángeles en diciembre de 2010. Fue asignado al equipo de Triple-A Albuquerque Isotopes para comenzar la temporada. Apareció en 45 juegos para los Isótopos, con un récord de 4-3 y efectividad de 2.96.

### Philadelphia Phillies
Pérez firmó un contrato de ligas menores con los Filis de Filadelfia antes de la temporada 2011. Los Filis compraron su contrato el 23 de junio.
Pérez lanzó una entrada inmaculada en el décimo inning en la victoria contra los Bravos el 8 de julio de 2011, ponchando a tres bateadores con nueve lanzamientos. Pérez recibió la primera victoria de su carrera después de que Raúl Ibáñez conectara un cuadrangular en solitario en la parte baja del inning para ganar el partido. Pérez fue designado para asignación por los Filis el 16 de septiembre de 2011.

### Milwaukee Brewers
El 21 de diciembre de 2011, Pérez firmó un contrato de ligas menores con los Cerveceros de Milwaukee. También recibió una invitación a los entrenamientos de primavera.